# Mont Sokbaro
Mont Sokbaro (658 m n. m.) je hora v pohoří Atakora v západní Africe. Leží na státní hranici mezi Beninem (departement Donga, komuna Bassila) a Togem (region Kara, prefektura Assoli). Je to nejvyšší hora celého Beninu.